# Salomon Hirzel (Verleger)

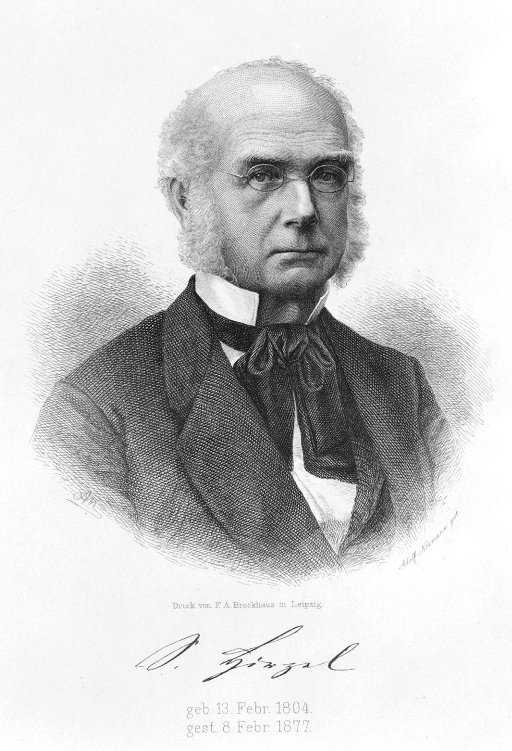
Salomon Hirzel, Stich von Adolf Neumann

Salomon Hirzel (* 13. Februar 1804 in Zürich; † 8. Februar 1877 in Halle (Saale)) war ein aus der Schweiz stammender und in Leipzig wirkender Verleger.

## Leben und Werk

Salomon Hirzel

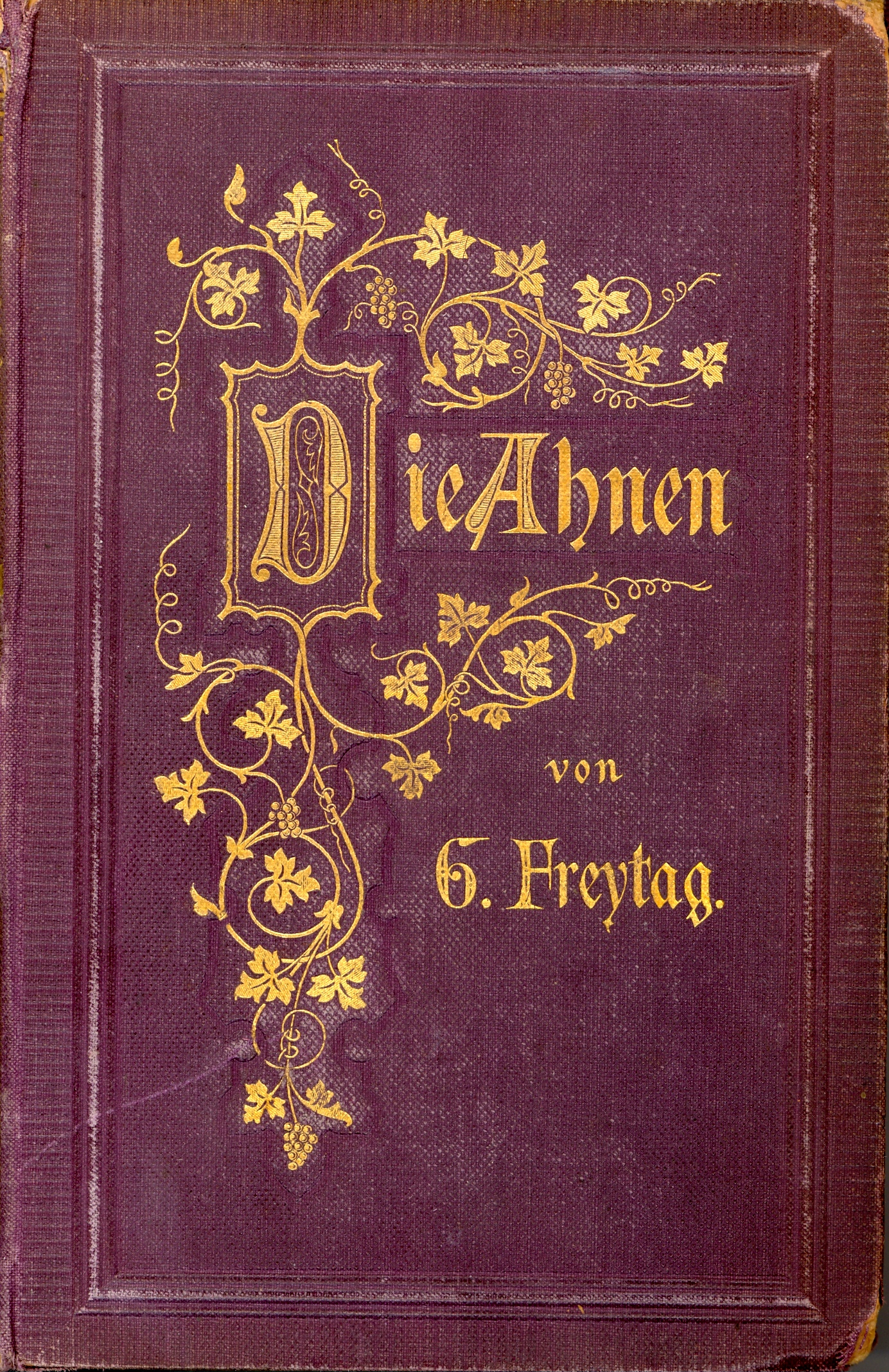
1874 bei S. Hirzel erschienene Erstausgabe von G. Freytag Die Ahnen

Salomon Hirzel entstammte einer alten Schweizer Gelehrten- und Kaufmannsfamilie, sein Vater Heinrich war Professor für Philosophie in Zürich. 1823 ging er bei dem Berliner Verleger Georg Andreas Reimer in die Lehre, dessen Tochter Anna (1813–1885) er 1830 heiratete. Im gleichen Jahr übernahm er zusammen mit seinem Schwager Karl August Reimer (1801–1858) die Leitung der bereits seit 1680 bestehenden Weidmannschen Buchhandlung in Leipzig, die sich im Besitz seines Schwiegervaters befand.
Am 1. Januar 1853 gründete er in Leipzig den S. Hirzel Verlag. Schon vorher hatte er die Brüder Grimm in Berlin kennengelernt. Nachdem diese wegen ihrer Teilnahme an den Protesten der Göttinger Sieben ihre Professorenämter an der Universität Göttingen verloren hatten, schlugen Reimer und Hirzel 1838 den beiden Amtsenthobenen vor, die „unfreiwillige musze auszufüllen und ein neues, groszes wörterbuch der deutschen sprache abzufassen“. Das daraufhin begonnene Deutsche Wörterbuch der Brüder Grimm wurde verlegerisch im neuen S. Hirzel Verlag betreut.
Der Verlagsname „S. Hirzel“ besteht bis heute, die Firma mit dem Sitz in Stuttgart ist unverändert verlegerisch aktiv.

## Hirzel-Sammlungen
Salomon Hirzel war neben seiner verlegerischen Tätigkeit ein passionierter Sammler alter Drucke und Manuskripte bedeutender Dichter, vor allem Goethes. Aus seinem Nachlass sind zwei Sammlungen hervorgegangen, die sich heute im Besitz der Universitäten Frankfurt/Main und Leipzig befinden.
Eine davon, die begehrte Spezialsammlung mit Barockliteratur, konnte die Stadtbibliothek Frankfurt 1908/1909 durch Sondermittel erwerben. Die Sammlung Hirzel besteht aus 426 Originaldrucken deutscher Literatur aus der Zeit von 1520 bis 1750, unter ihnen zahlreiche Unikate. Der Sammlungsschwerpunkt liegt auf Werken des 17. Jahrhunderts, unter anderem mit Erstausgaben von Grimmelshausen, Christian Reuter und Christian Weise.
Die andere, umfangreichere Sammlung umfasst handschriftliche und gedruckte Texte Goethes und seines Umfeldes. Es handelt sich um die größte Goethe-Sammlung außerhalb Weimars. Hirzel vermachte diese Sammlung 1877 testamentarisch der Universitätsbibliothek Leipzig, die sie noch heute vollständig besitzt. Der Bestand der Sammlung wird in einem gedruckten Katalog von Reinhard Fink nachgewiesen.

## Ehrung
Zu Ehren von Salomon Hirzel trägt im Leipziger Ortsteil Kleinzschocher eine Straße den Namen Hirzelstraße.